# Rhaphidophora cryptantha
Rhaphidophora cryptantha är en kallaväxtart som beskrevs av Peter Charles Boyce och C.M.Allen. Rhaphidophora cryptantha ingår i släktet Rhaphidophora och familjen kallaväxter. Inga underarter finns listade.